# Instituto Atlético Central Córdoba
Ne doit pas être confondu avec Club Atlético Central Córdoba (Santiago del Estero) ou Club Atlético Central Córdoba (Rosario).
Maillots
Actualités
Instituto Atlético Central Cordoba, appelé couramment Instituto, est un club de football argentin basé à Córdoba.

## Historique
- 9 août 1918 : fondation du club

## Palmarès
- Championnat d'Argentine de deuxième division (2) : 
  - Champion : 1999, 2004

- Coupe d'Argentine (1) :
  - vainqueur : 2024

- Championnat de la province de Córdoba (8) : 
  - Champion : 1925, 1926, 1927, 1928, 1961, 1966, 1972, 1990

## Anciens joueurs
- Osvaldo Ardiles
- Gonzalo Bergessio
- Mario Kempes
- Mauricio Caranta
- Diego Klimowicz
- Hugo Curioni
- Oscar Dertycia
- Paulo Dybala

(voir aussi Catégorie:Joueur de l'Instituto Atlético Central Córdoba)